# Piz Cartas
Der Piz Cartas ⓘ (vom Rätoromanischen, im Idiom Surmiran „quartas“ für Vierte, "die vierte Spitze") ist ein Berg südwestlich von Savognin und östlich von Ausserferrera im Kanton Graubünden in der Schweiz mit einer Höhe von 2712 m ü. M. Er ist durch die Savognin Bergbahnen mit einem Doppelskilift erschlossen und bildet den höchsten Berg im Skigebiet.

## Lage und Umgebung
Der Piz Cartas gehört zur Piz Curvér-Gruppe, einer Untergruppe der Oberhalbsteiner Alpen. Über den Gipfel verlief die Gemeindegrenze zwischen den ehemaligen Gemeinden Salouf und Riom-Parsonz, die nun beide zur Gemeinde Surses gehören.
Zu den Nachbargipfeln gehören der Piz Martegnas, der Piz Arlos, der Piz Arblatsch, der Piz Forbesch, der Piz Mez, der Sur Carungas und der Piz Curvér.
Auf der Ostflanke des Piz Cartas befindet sich das Skigebiet Savognin.
Talorte sind Savognin, Riom und Parsonz. Häufige Ausgangspunkte sind Somtgant (mit der Bahn erreichbar) und Radons (mit dem Auto erreichbar).

## Routen zum Gipfel

### Über Somtgant
- Ausgangspunkt: Somtgant (2117 m), Tigignas (1592 m), Parsonz (1367 m), Riom (1257 m) oder Savognin (1207 m)
- Route: Somtgant, Bergstation Naladas, Cartas, über den Nordosthang zum Piz Cartas
- Schwierigkeit: EB
- Zeitaufwand: 2 Stunden von Somtgant, 3½ Stunden von Tigignas, 4 Stunden von Parsonz, 4½ Stunden von Riom oder 5 Stunden von Savognin

### Über Bargias
- Ausgangspunkt: Radons (1866 m) oder Savognin (1207 m)
- Route: Parnoz, Punt Pajer, Radons, Bargias, Cartas, über den Nordosthang zum Piz Cartas
- Schwierigkeit: EB
- Zeitaufwand: 2½ Stunden von Radons oder 5 Stunden von Savognin

### Über den Nordhang
- Ausgangspunkt: Parkplatz Cre digl Lai (1780 m) oder Salouf (1258 m)
- Route: Alp Foppa, Val Cumegna, Val Carschung, über den Nordhang zum Piz Cartas
- Schwierigkeit: EB
- Zeitaufwand: 2¾ Stunden von Parkplatz Cre digl Lai, 4¼ Stunden von Salouf

### Vom Pass da Surcarungas
- Ausgangspunkt: Pass da Surcarungas (2641 m)
- Route: Über den Südwestgrat
- Schwierigkeit: EB
- Zeitaufwand: ¾ Stunden

(Routen zu Pass da Surcarungas siehe unten)

### Pass da Surcarungas
Über die Alp Andies:
- Ausgangspunkt: Ausserferrera (1300 m)
- Als Wanderweg weiss-rot-weiss markiert
- Schwierigkeit: EB
- Zeitaufwand: 3¾ Stunden

Über Lambegn:
- Ausgangspunkt: Bärenburg (1047 m) oder Andeer (982 m)
- Als Wanderweg weiss-rot-weiss markiert
- Schwierigkeit: B
- Zeitaufwand: 4 Stunden von Bärenburg oder 4¼ Stunden von Andeer

Über Bavugls
- Ausgangspunkt: Bavugls (1940 m) oder Pignia (1054 m)
- Als Wanderweg weiss-rot-weiss markiert
- Schwierigkeit: B
- Zeitaufwand: 2½ Stunden von Bavugls oder 5 Stunden von Pignia

## Galerie

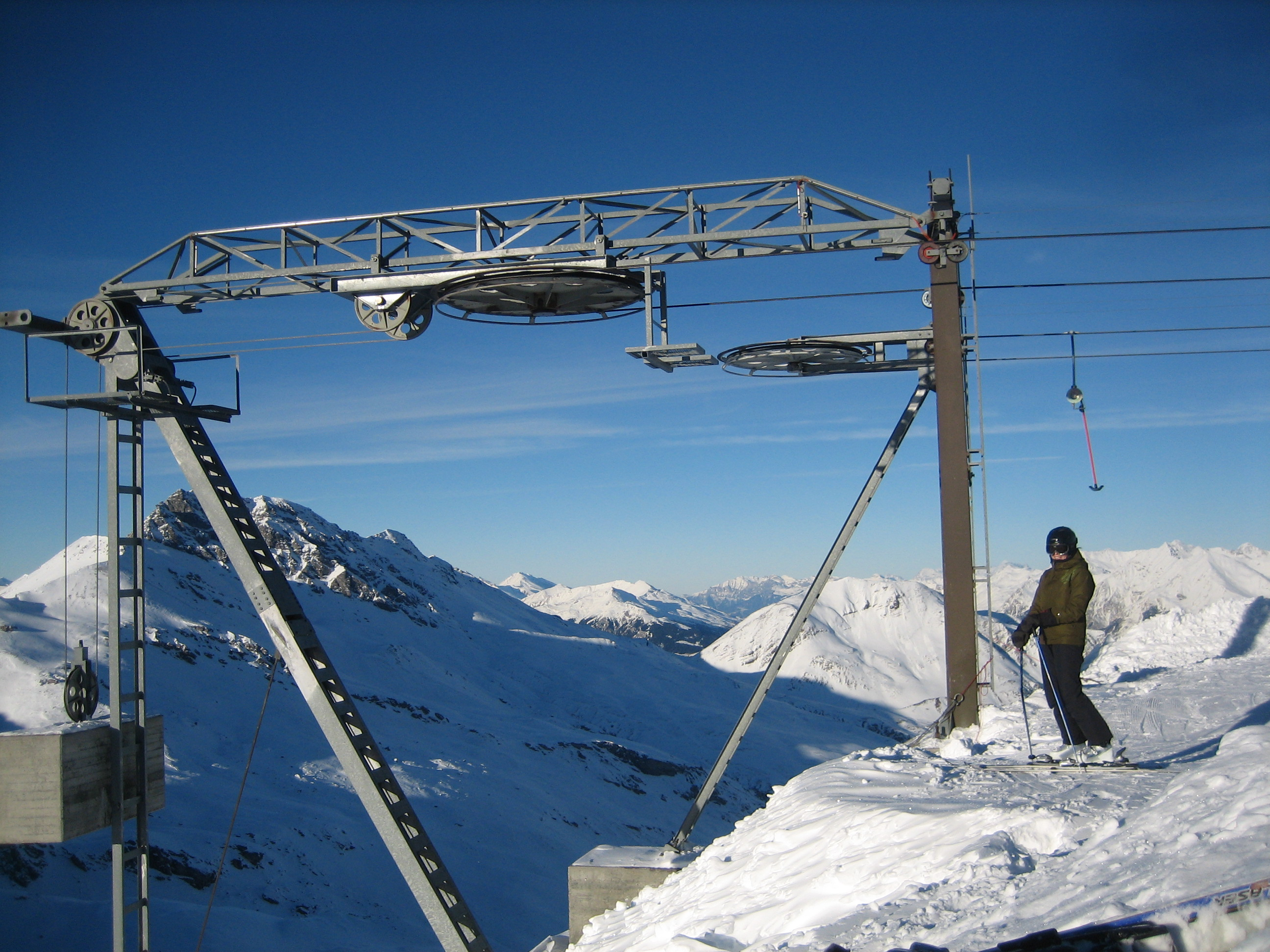
Umlenkräder der Bergstation Cartas
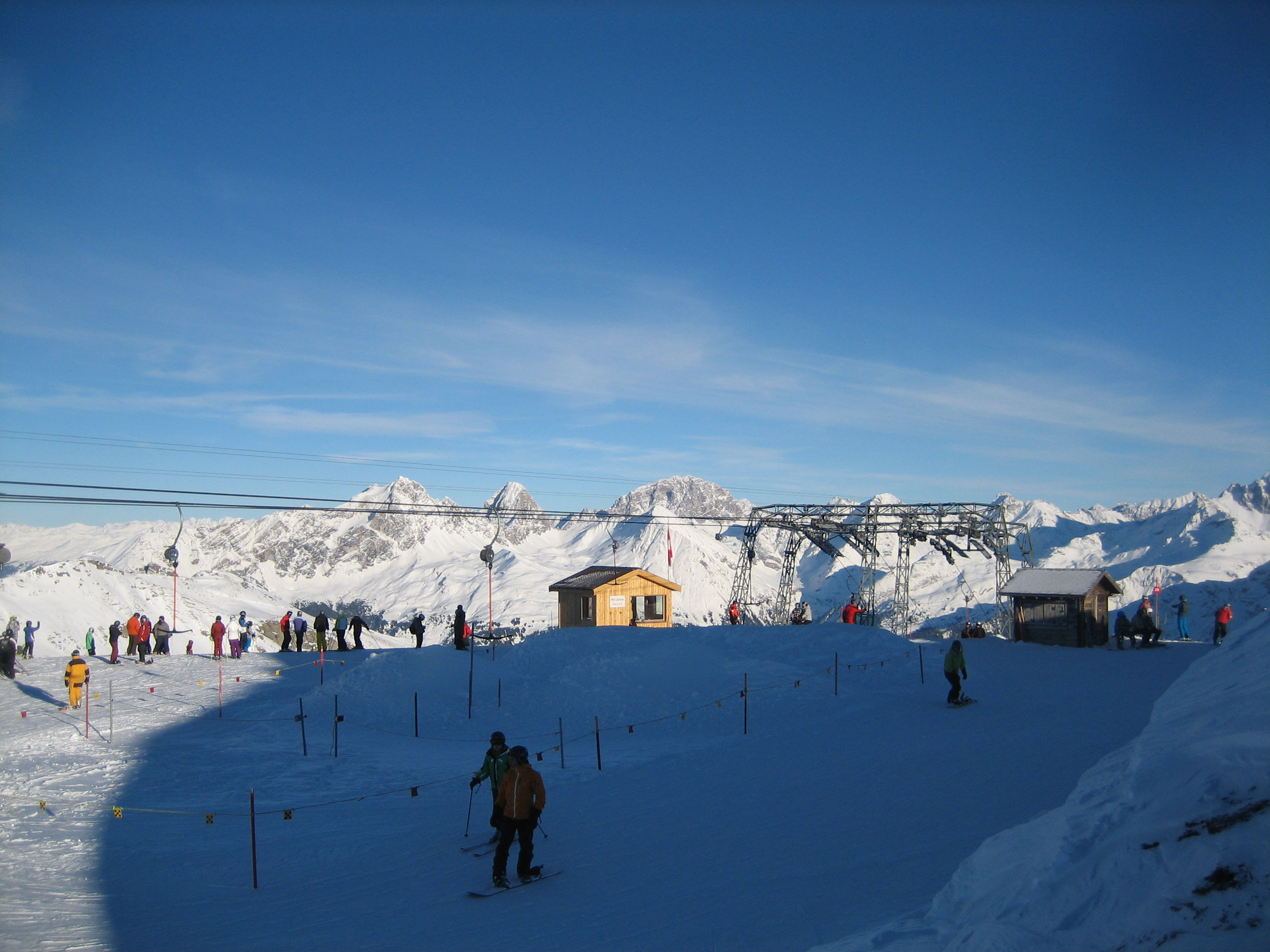
Bergstation Cartas
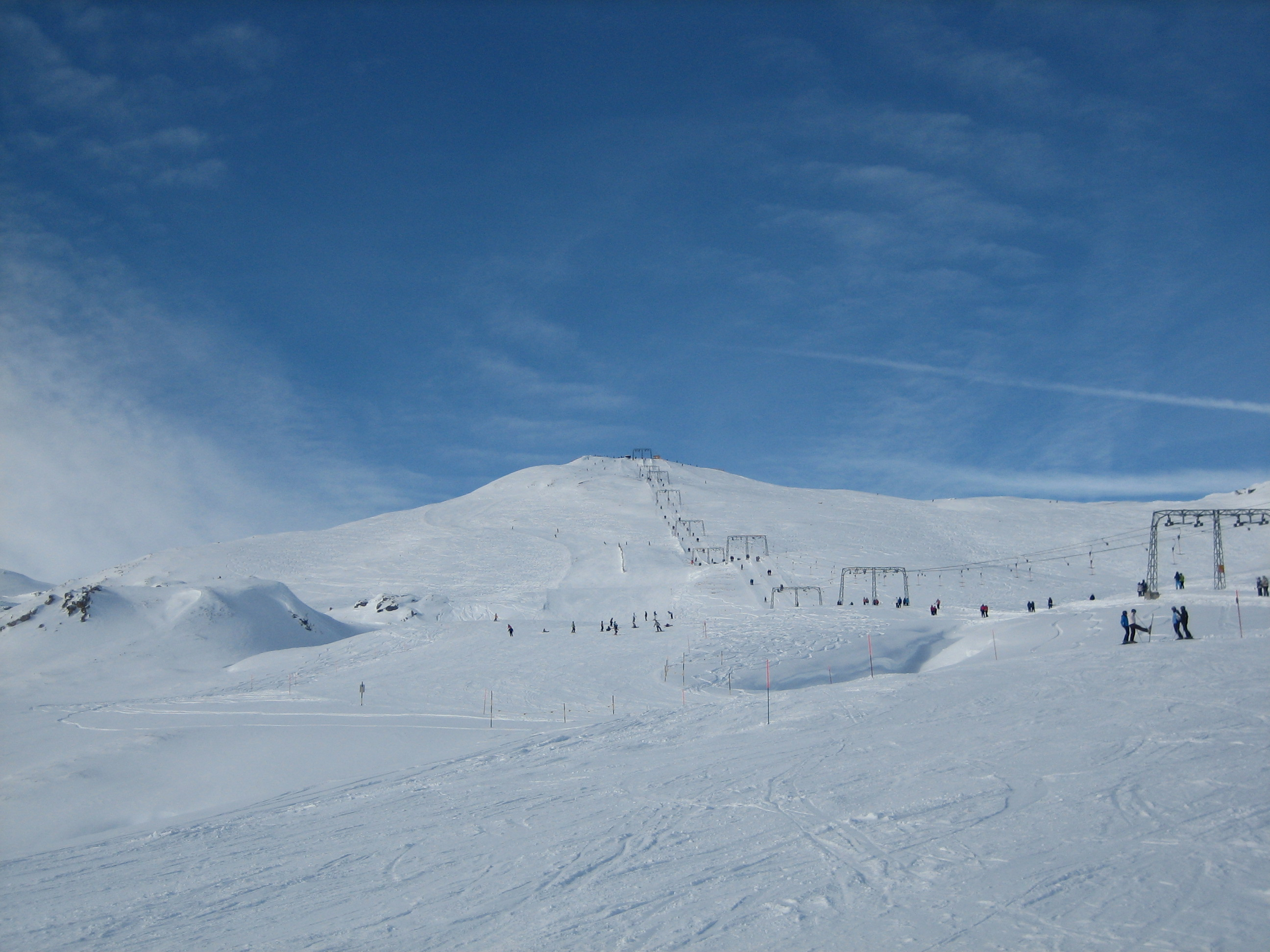
Piz Cartas, aufgenommen von Davos Altar
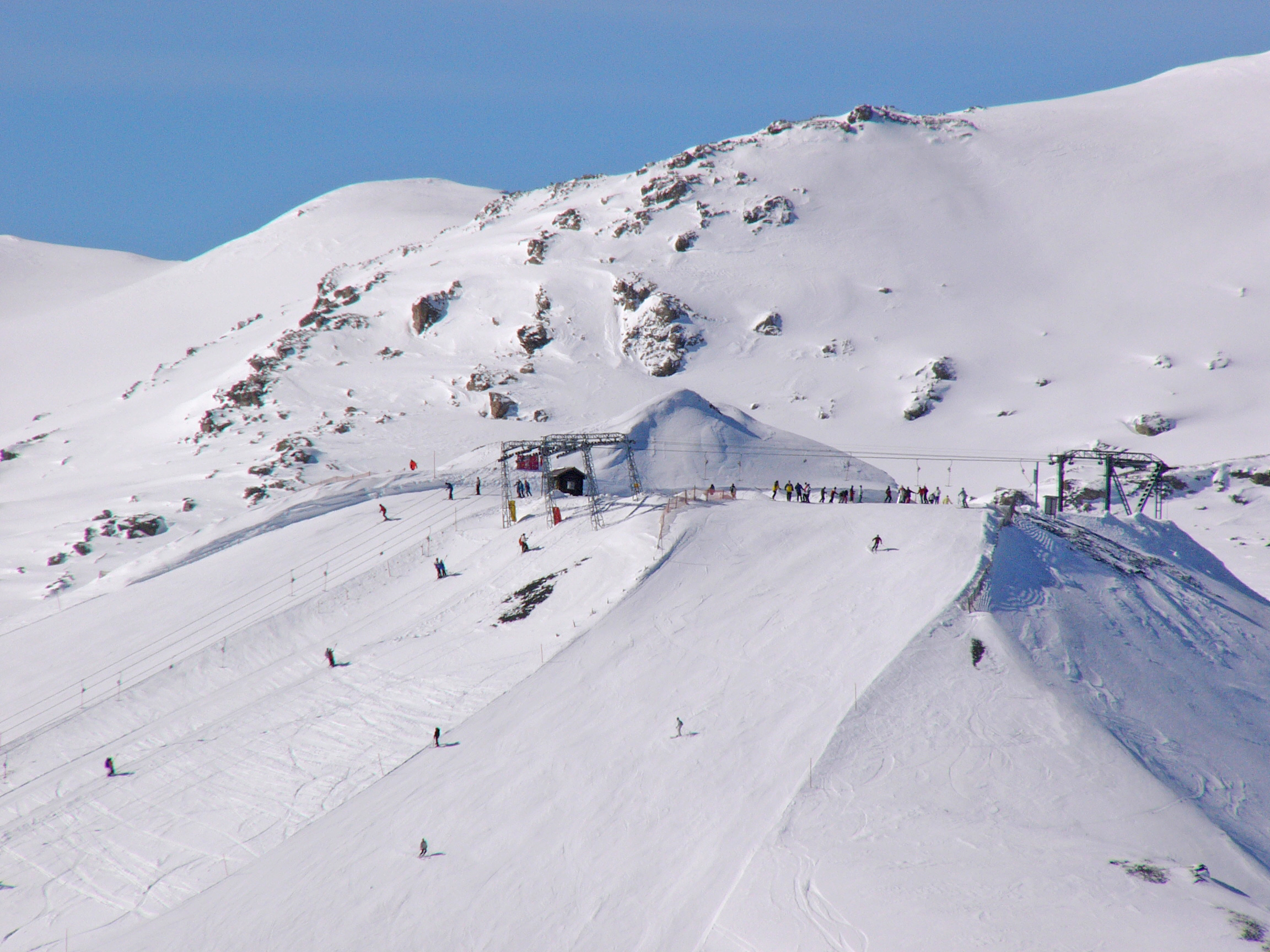
Piz Cartas, aufgenommen von Piz Martegnas
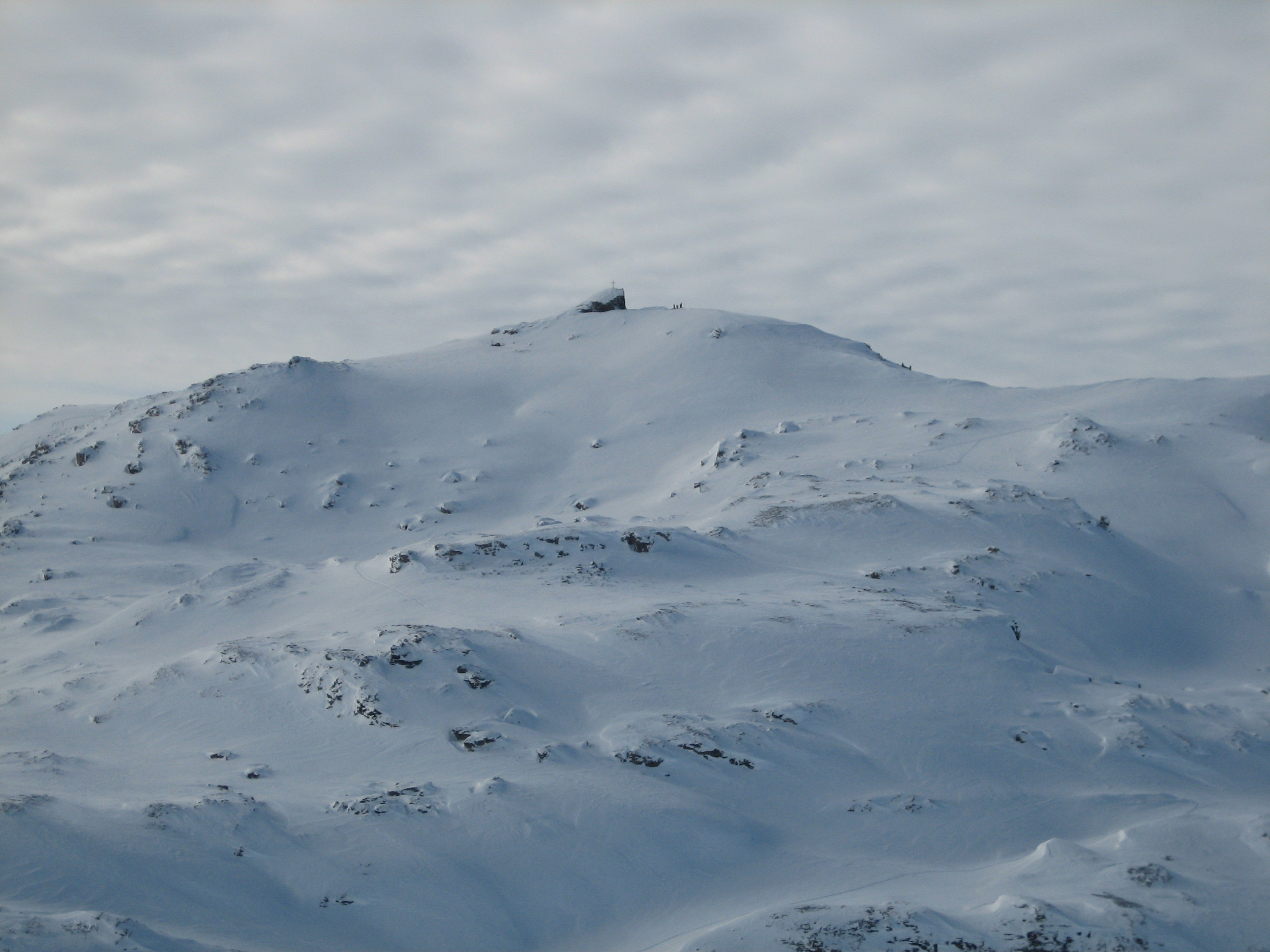
Sur Carungas, aufgenommen von Piz Cartas